# Liste du patrimoine culturel immatériel de l'humanité en Thaïlande
Cet article recense les pratiques inscrites au patrimoine culturel immatériel en Thaïlande.

## Statistiques
La Thaïlande ratifie la convention pour la sauvegarde du patrimoine culturel immatériel le 10 juin 2016. La première pratique protégée est inscrite en 2018.
En 2024, la Thaïlande compte 6 éléments inscrits au patrimoine culturel immatériel, sur la liste représentative.

## Listes

### Liste représentative
Les éléments suivants sont inscrits sur la liste représentative du patrimoine culturel immatériel de l'humanité :
| Élément                                                              | Type | Subdivision      | Année | Lien  | Notes                                                         | Illus. |
| -------------------------------------------------------------------- | --- | ---------------- | ----- | ----- | ------------------------------------------------------------- | ------ |
| Le khon, théâtre masqué et dansé en Thaïlande                        | arts du spectacle |                  | 2018  | 01385 |                                                               |        |
| Le nuad thai, massage thaïlandais traditionnel                       | connaissances et pratiques concernant la nature et l’univers                                                                                                |                  | 2019  | 01384 |                                                               |        |
| Le nora, drame dansé dans le sud de la Thaïlande                     | arts du spectacle pratiques sociales, rituels et événements festifs savoir-faire liés à l’artisanat traditionnel traditions et expressions orales           | Thaïlande du Sud | 2021  | 01587 |                                                               |        |
| Songkran en Thaïlande, la fête du Nouvel An thaïlandais traditionnel | pratiques sociales, rituels et événements festifs |                  | 2023  | 01719 |                                                               |        |
| La kebaya : connaissances, savoir-faire, traditions et pratiques     | savoir-faire liés à l'artisanat traditionnel |                  | 2024  | 02090 | Partagé avec le Brunei, l'Indonésie, la Malaisie et Singapour |        |
| Le tomyum-kung                                                       | pratiques sociales, rituels et événements festifs connaissances et pratiques concernant la nature et l'univers savoir-faire liés à l'artisanat traditionnel |                  | 2024  | 01879 |                                                               |        |

### Patrimoine immatériel nécessitant une sauvegarde urgente
La Thaïlande ne compte aucun élément listé sur la liste du patrimoine immatériel nécessitant une sauvegarde urgente.

### Registre des meilleures pratiques de sauvegarde
La Thaïlande ne compte aucune pratique listée au registre des meilleures pratiques de sauvegarde.